# Ishem Boumaraf
Hichem Boumaraf
Ishem Boumaraf ou Hichem Boumaraf (en arabe : هشام بومعراف et en berbère : ⵉⵛⴰⵎ ⴱⵓⵎⴰⵔⴰⴼ) est un chanteur algérien de musique chaouie. Il est natif de Batna,, ancien élève et professeur, de l'institut régional de formation musicale de Batna.

## Biographie
En 2006 Ishem et l’institut régional de formation musicale de Batna ont créé le groupe musical Tafert le défi du chaoui, et ont sorti leur premier album Susa avec six titres. leur style est un mélange de celtique, de rock, de reggae et de gnawi avec la musique chaouie.
En 2011 il sort son album solo Zazza, en s'inspirant d'une histoire véridique d’une jeune et jolie fille qui a perdu son père assassiné dans un guet-apens dans les Aurès.
En 2014 il sort son troisième album intituler Baba Hfouda, il s'inspirant du patrimoine auressien. Le titre Baba H'fouda narre une histoire douloureuse de l'injustice des hommes, est un fait réel tiré de la mémoire collective dans les Aurès. Quant au titre Hazrut (qui se traduit du chaoui pierre) il rend un hommage aux tailleurs de pierres de T'Kout,.
En 2020 sort son 4 ème album intitulé Daya [Rih n'Mars].[réf. nécessaire]